# Florent Carton Dancourt
Florent Carton Dancourt, francoski pravnik, gledališki igralec, pisatelj, prevajalec in dramatik, * 1. november 1661, Fontainebleau, Francija, † 7. december 1725.